# Bülent Aris
Bülent Aris (* 5. März 1958 in Istanbul) ein deutsch-türkischer Musikproduzent und Songwriter.

## Leben und Werk
Mit 7 Jahren spielte Aris sein erstes Instrument, mit 12 Jahren gründete er seine erste Band und absolvierte die ersten Auftritte. Mit 16 Jahren spielte er mit seiner Band Dzatai in Clubs in Berlin Er ging Mitte der 1980er Jahre in die Studio-Szene. Schon bald schaffte er es in die Charts. Mit dem Cover von Duran Duran „A View To Kill“ war er Mitte 1985 Nummer 11 der Deutschen Charts. Er brauchte 8 Jahre, um seine Karriere weltweit zu starten. 1994 war sein erstes Projekt, „Fun Factory“, tatsächlich weltweit am Start. 1996 gründete Bülent Aris seine erste, eigene Firma „Booya Music“.
Fortan produzierte er international bekannte Bands und Künstler, wie: Backstreet Boys, N'Sync, Mark Wahlberg (Marky Mark) und Sarah Connor. Auch produzierte er bei Booyaa Music Remixe von Künstlern, wie Boyz II Men oder Brian McKnight. Mit seinem Ex Partner Toni Cottura produzierte Bülent Aris außerdem Booya Music eigene Platinum Künstler. Diese waren: Nana, Pappa Bear, Toni Cottura, Daisy Dee, A.K.-S.W.I.F.T. und viele mehr. Zudem arbeitete er mit bekannten türkischen Musikern wie Mustafa Sandal, Hande Yener oder İzel zusammen.
Ab Mitte 2006 lebte er 3 Jahre in Spanien. Dort arbeitete er mit Künstlern wie Marta Sánchez, Chenoa, Soraya Arnelas, David Bisbal und anderen. Zwischen 2010 und 2016 nahm er eine Familienauszeit. Anschließend gründete Bülent Aris seine neue Firma Arix Music.

## Türkischsprachige Produktionen (Auswahl)
- 2003: Aya Benzer 2003 (Moonlight) (von Mustafa Sandal & Gülcan)
- 2003: Gel Aşkim (von Mustafa Sandal)
- 2004: All My Life (von Mustafa Sandal)
- 2006: Kelepçe (Clip Version) (von Hande Yener)
- 2006: Yurtta Aşk Cihanda Aşk (Dance Version) (von Gülşen)
- 2008: Şekerim Benim (Remix) (von Ozan)
- 2012: Düşer O (von İzel)

## Auszeichnungen
- 1998: Echo, Musikpreis in der Kategorie „Bester Produzent des Jahres“
- 2004: BMI Pop Award für den Titel Bounce